# 고전 전자기학
고전 전자기학은 이론물리학 분야 중 하나로, 고전역학을 확장하여 전하와 전류간의 상호작용을 연구하는 학문이다. 고전 전자기학은 전자기적 현상 중 길이 규모와 장의 강도가 충분히 커서 양자역학적인 효과들을 무시할 수 있는 현상들을 설명할 수 있는 이론이다. 작은 길이 규모와 낮은 장의 강도에서 벌어지는 현상들은 양자 전기역학에 의해 설명할 수 있다.
고전 전자기학이 물리학의 근간에 끼친 영향은 파인만, 레이턴과 샌즈, 그리피스, 파노프스키와 필립스, 잭슨 등의 책에서 잘 표현되어 있다.

## 역사
전자기학이 설명하는 물리적 현상들은 고대부터 개별적인 분야로 다루어졌다. 예를 들어, 광학은 빛이 전자기장으로 이해되기 몇 세기 이전에도 수많은 발전을 이루었다. 그러나, 전자기학 이론은 마이클 패러데이의 실험에 의한 전자기장의 존재성의 유추에 이어서 제임스 클러크 맥스웰이 전기와 자기에 관한 논문집에서 미분방정식을 이용하여 전자기장을 설명함에 따라 현대의 모습으로 발전하였다. 자세한 역사적 설명에 대해서는 Pauli, Whittaker, Pais, and Hunt의 저서를 참조할 수 있다.

## 로렌츠 힘
전자기장은 대전된 입자에게 로렌츠 힘이라고 부르는, 다음과 같은 힘을 가한다.
{\displaystyle \mathbf {F} =q\mathbf {E} +q\mathbf {v} \times \mathbf {B} }
이때 굵게 표시된 모든 값은 벡터이며, F는 전하 q를 가진 입자가 받는 힘이며, E는 입자의 위치에서 전기장, v는 입자의 속도, B는 입자의 위치에서 자기장이다.
위 식은 로렌츠 힘이 곧 두 벡터의 합이라는 사실을 묘사한다. 그 중 하나는 속도와 자기장의 외적으로 표현되며, 나머지 하나는 전기장과 같은 방향으로 있다.
이 식은 전기장과 자기장이 서로 독립적임을 보여주는 듯 하지만, 상대론적으로 이 식은 사차원 전류 {\displaystyle J^{\beta }}와 전자기장 텐서 {\displaystyle F^{\mu \nu }}로 다시 쓰여진다.
{\displaystyle f_{\alpha }=F_{\alpha \beta }J^{\beta }.\!}

## 전기장
전기장 E는 정적인 전하에 대해 다음과 같이 정의된다.
{\displaystyle \mathbf {F} =q_{0}\mathbf {E} }
이때 q0는 시험 전하로 알려져 있으며, F는 정전하가 받는 힘이다. 전하의 크기는 식에 영향을 주지 못한다. 또한, 전기장 E의 단위는 단위 N/C(뉴턴/쿨롬)이며, 이는 V/m(볼트/미터)와 같다.
전하가 움직이지 않는 정전기학에서 점전하 분포 주위에 의한 전기장은 쿨롱 법칙에 의해 다음과 같다.
{\displaystyle \mathbf {E(r)} ={\frac {1}{4\pi \varepsilon _{0}}}\sum _{i=1}^{n}{\frac {q_{i}\left(\mathbf {r} -\mathbf {r} _{i}\right)}{\left|\mathbf {r} -\mathbf {r} _{i}\right|^{3}}}}
이때 n은 전하의 갯수이며, qi는 i번째 하전입자의 전하, ri는 i번째 하전입자의 위치, r은 전기장을 관측하는 위치, 그리고 ε0는 유전율이다.
만약 전기장이 연속적인 전하 분포에 의해 발생한다면, 각 전하에 대한 합은 전하 분포에 대한 적분으로 바뀐다.
{\displaystyle \mathbf {E(r)} ={\frac {1}{4\pi \varepsilon _{0}}}\int {\frac {\rho (\mathbf {r'} )\left(\mathbf {r} -\mathbf {r'} \right)}{\left|\mathbf {r} -\mathbf {r'} \right|^{3}}}\mathrm {d^{3}} \mathbf {r'} }
이때 {\displaystyle \rho (\mathbf {r'} )}는 전하 분포이며, {\displaystyle \mathbf {r} -\mathbf {r'} }은 전하 분포의 미소 체적 {\displaystyle \mathrm {d^{3}} \mathbf {r'} }에서 전기장을 관측하는 위치 {\displaystyle \mathbf {r} }를 바라보는 방향의 위치 벡터이다.
위 두 식을 이용하여 전기장을 구하는 방법은 상황에 따라 거추장스러운 계산으로 이어진다. 이는 전기 포텐셜을 이용하면 해결할 수 있다. 전기 포텐셜은 정전기장의 선적분으로 정의된다.
{\displaystyle \varphi \mathbf {(r)} =-\int _{C}\mathbf {E} \cdot \mathrm {d} \mathbf {l} }
여기서 φ(r)는 전기 포텐셜이며, C는 선적분이 가해지는 경로이다.
전기 포텐셜에 대한 다음의 정의는 이론이 정적일 때만 가능하다. 만약 전하의 움직임과 가속에 의해 {\displaystyle \nabla \times E}가 0이 아니게 되면 위 식은 다음과 같다.
{\displaystyle \varphi \mathbf {(r)} =-\int _{C}\left(\mathbf {E} -{\frac {d\mathbf {A} }{dt}}\right)\cdot \mathrm {d} \mathbf {l} }
전하의 정의에 의해, 점전하에 의한 전기 포텐셜은 다음과 같이 정의될 수 있다.
{\displaystyle \varphi \mathbf {(r)} ={\frac {1}{4\pi \varepsilon _{0}}}\sum _{i=1}^{n}{\frac {q_{i}}{\left|\mathbf {r} -\mathbf {r} _{i}\right|}}}
여기서 q는 점전하의 전하이며, r은 전기 포텐셜을 관측하는 위치, ri는 각 점전하의 위치이다.
연속적인 전하 분포에 의한 전기 포텐셜의 경우는 다음과 같다.
{\displaystyle \varphi \mathbf {(r)} ={\frac {1}{4\pi \varepsilon _{0}}}\int {\frac {\rho (\mathbf {r'} )}{|\mathbf {r} -\mathbf {r'} |}}\,\mathrm {d^{3}} \mathbf {r'} }
이때 {\displaystyle \rho (\mathbf {r'} )}는 전하 분포이며, {\displaystyle \mathbf {r} -\mathbf {r'} }은 전하 분포의 미소 체적 {\displaystyle \mathrm {d^{3}} \mathbf {r'} }에서 전기 포텐셜을 관측하는 위치 {\displaystyle \mathbf {r} }를 바라보는 방향의 위치 벡터이다.
φ는 스칼라장이므로, 상당히 복잡한 문제를 간단한 상황들로 나눈 후 각자의 포텐셜을 더하는 방법으로 접근할 수 있다. φ 의 정의를 반대로 적용하면 전기장을 구할 수 있다.
{\displaystyle \mathbf {E(r)} =-\nabla \varphi \mathbf {(r)} .}
이 식을 통해 E의 단위가 V/m임을 손쉽게 파악할 수 있다.

## 전자기파
전자기장의 변화는 파동의 형태로 원점에서 방사하게 된다. 이 파동은 진공에서 빛의 속도로 움직이며, 다양한 파장의 스펙트럼으로 존재한다. 이러한 전자기 복사에 대한 예시로는 파장이 긴 순서대로 전파, 마이크로파, 적외선, 빛(가시광선), 자외선, X선, 감마선이 있다.

## 일반적인 장에 대한 공식
쿨롱 법칙은 법칙의 간결함만큼, 고전 전자기학에서 완벽한 법칙이 아니다. 특수 상대성이론의 인과율에 의해 전하가 전하 분포의 존재를 느끼기 위해서는 0 이상의 시간이 필요하기 때문이다.
일반적인, 동적인 전하 분포에 대한 장의 경우, 예피멘코 방정식에 의해 뒤처진 퍼텐셜을 구하고, 미분할 수 있다.
뒤처진 퍼텐셜은 점전하에 의해서도 유도될 수 있으며, 이는 리에나르-비헤르트 퍼텐셜로 알려져 있다. 스칼라 퍼텐셜는 다음과 같다.
{\displaystyle \varphi ={\frac {1}{4\pi \varepsilon _{0}}}{\frac {q}{\left|\mathbf {r} -\mathbf {r} _{q}(t_{\rm {ret}})\right|-{\frac {\mathbf {v} _{q}(t_{\rm {ret}})}{c}}\cdot (\mathbf {r} -\mathbf {r} _{q}(t_{\rm {ret}}))}}}
이때 q는 점전하의 전하이며, r은 위치이고, rq와 vq는 뒤처진 시간에 따른 점전하의 위치와 속도이다. 벡터 퍼텐셜도 이와 비슷하다.
{\displaystyle \mathbf {A} ={\frac {\mu _{0}}{4\pi }}{\frac {q\mathbf {v} _{q}(t_{\rm {ret}})}{\left|\mathbf {r} -\mathbf {r} _{q}(t_{\rm {ret}})\right|-{\frac {\mathbf {v} _{q}(t_{\rm {ret}})}{c}}\cdot (\mathbf {r} -\mathbf {r} _{q}(t_{\rm {ret}}))}}.}
위 퍼텐셜들을 미분하면 움직이는 전하에 대한 전자기장을 구할 수 있다.

## 하위 이론
고전 전자기학에서 파생된 광학, 전자공학, 전기공학은 비슷한 수학적 모델들로 이루어져 있으며, 특수한 전자기적 현상을 이해하기 위해 간략화, 이상화되었다. 전자기적 현상은 장의 형태와 전하 분포 및 전류, 그리고 매질에 따라 분류된다. 이러한 분류는 무한대로 많은 모델을 만들어낼 수 있으므로, 다음과 같은 전형적인 분류가 존재한다.
(a) 전하 및 전류: 동적인 전전하, 전기적, 자기적 쌍극자, 도체에서 전류, 등
(b) 전자기장: 전압, 리에나르-비헤르트 퍼텐셜, monochromatic plane waves, 전파, 마이크로파, 적외선, 빛(가시광선), 자외선, X선, 감마선, 등
(c) 매질: 전자기적 성분, 안테나, 전기적 도파관, 전자기적 도파관, 평면 거울, 곡면 거울, 렌즈, 저항, 인덕터, 축전기, 스위치, 등

## 참고 문서
- 전자기학
- 맥스웰 방정식
- 베버 전기역학
- Wheeler–Feynman absorber theory
- Leontovich boundary condition